# Max Levy (Ingenieur)
Max Levy (* 23. Juni 1869 in Stargard in Pommern; † 4. April 1932 in Meran, Südtirol) war ein deutscher Elektroingenieur und Fabrikant.

## Leben

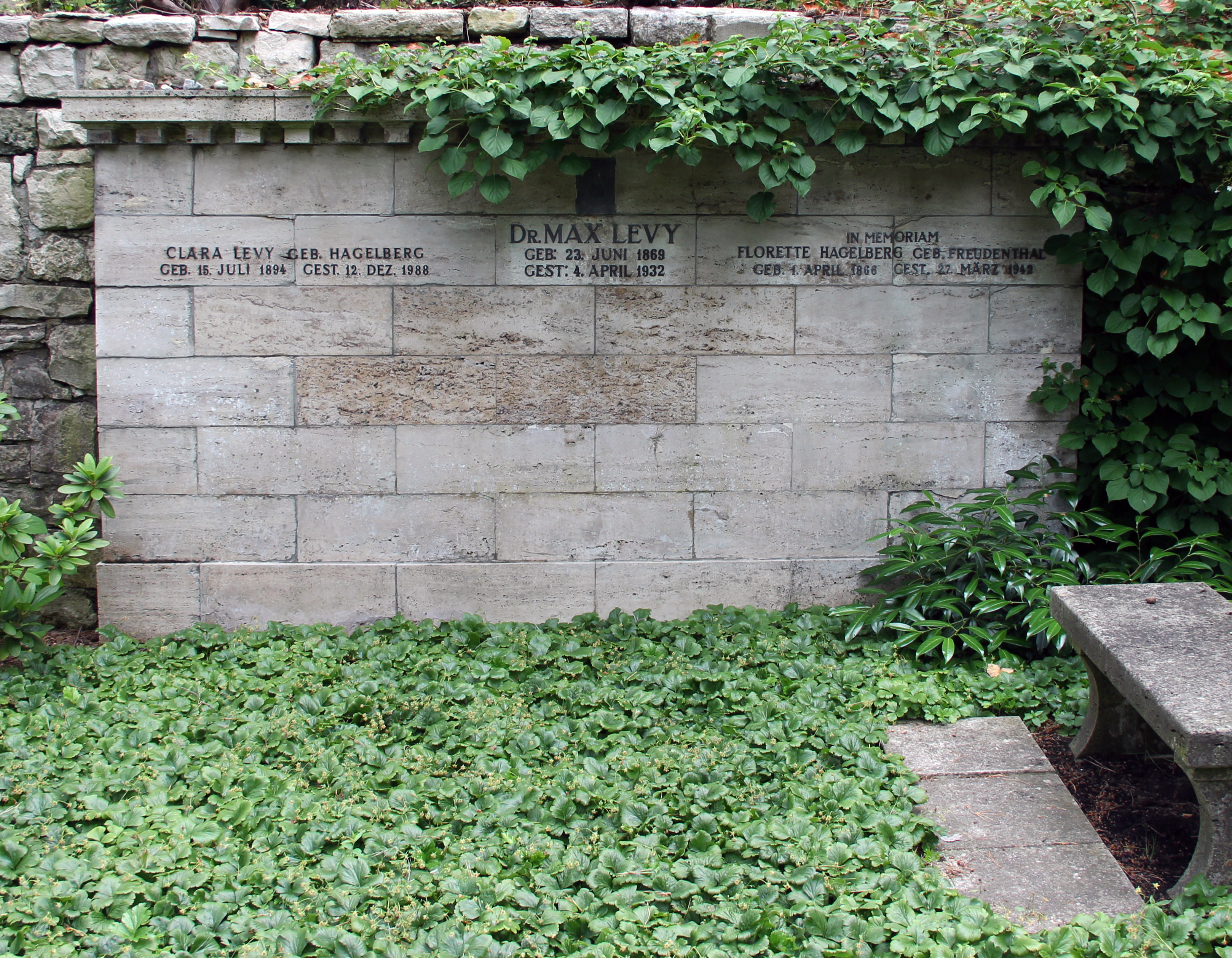
Grabstätte auf dem Waldfriedhof Dahlem in Berlin

Max Levy war der Sohn des Stargarder Bankiers Moritz Levy (1832–1905) und Bruder von Oscar Levy und Emil Elias Levy. Nach dem Besuch des örtlichen humanistischen Gymnasiums studierte Levy ab 1888 Physik und Mathematik in Heidelberg, anschließend Elektrotechnik an den Technischen Hochschulen Darmstadt und München. In Darmstadt legte er 1891 das Examen als Diplomingenieur ab und wurde 1892 in Gießen promoviert.
Max Levy trat 1892 in die Elektrizitäts-A.G. vorm. Schuckert & Co. in Nürnberg ein und ging 1893 zur Allgemeinen Elektricitäts-Gesellschaft (AEG) nach Berlin, wo er mit der Planung elektrischer Großanlagen betraut war. 1896 übernahm er die Leitung der neu gegründeten Röntgenabteilung der AEG. Max Levy erfand unter anderem einen Quecksilber-Strahlenunterbrecher mit regelbarer Stromschlussdauer und stellte bereits 1896 die neuen diagnostischen Möglichkeiten durch Röntgen im Bereich der Medizin auf dem Chirurgenkongreß in Berlin und dem Internationalen Physiologischen Kongreß in München vor. Er verhandelte ergebnislos mit Wilhelm Conrad Röntgen über eine exklusive technische Verwertung durch die AEG, konnte ihn davon jedoch nicht überzeugen.
Levy gründete 1897 in Berlin, Müllerstraße 30, die Dr. Max Levy GmbH für Röntgengeräte als erstes Spezialunternehmen seiner Art in Deutschland. Ab 1914 breites Programm der Antriebstechnik für Werkzeugmaschinen, Generatoren, Nähmaschinen und Ventilatoren. Ab 1945 Wiederaufnahme der Produktion. Heute besteht die Firma unter dem Namen Tornado Antriebstechnik GmbH in Berlin. Um 1922 waren in dem Unternehmen etwa 800 Personen beschäftigt und es besaß drei Tochtergesellschaften und zahlreiche in- und ausländischen Vertretungen. Er war aktiv sich auch in mehreren wirtschaftsnahen Organisationen und in der Kommunalpolitik, unter anderem als Hauptausschussmitglied im Reichsverband der Deutschen Industrie und als Vorsitzender des Vereins Elektrotechnischer Spezialfabriken.  Er gehörte auch dem Verein Deutscher Ingenieure (VDI) und dem Berliner Bezirksverein des VDI an.
Seit 1898 wohnte Max Levy in der Chausseestraße, 1914 zog er in die Brückenallee 33 im Hansaviertel und später dann in die Koenigsallee in Berlin-Grunewald. Im Jahre 1900 erfolgte die Heirat mit Josephine Rathenau, einer Nichte des AEG-Gründers Emil Moritz Rathenau und Cousine des deutschen Außenministers Walther Rathenau, zugleich eine Enkelin von Max Liebermanns Tante Therese. 1918 trat Levy zusammen mit seiner Frau in die neu gegründete Deutsche Demokratische Partei (DDP) ein und war Mitglied der Stadtverordneten-Versammlung von Berlin. Zusammen mit weiteren liberalen Industriellen und Bankiers gründeten er im Dezember 1918 unter Führung von Carl Friedrich von Siemens das Kuratorium für den Wiederaufbau des deutschen Wirtschaftslebens (KfW) als  Lobbyorganisation zur Parteienfinanzierung, vor allem der DDP.
Nach dem Tod von Josephine Rathenau am 15. November 1921 heiratete Max Levy in zweiter Ehe 1925 die 25 Jahre jüngere Cläre Hagelberg. Aus dieser Ehe gingen zwei Kinder hervor: Günter Ernst (Berlin 1926 – 2019 Brüssel) und Ellen Lore (Berlin 1928–2024 São Paulo). Im April 1932 hielt sich Max Levy mit seiner Familie in Meran auf und starb dort nach kurzer Krankheit. In der Halle des Waldfriedhofes Dahlem gab es eine Trauerfeier unter großer Beteiligung von Vertretern der Industrie. Cläre Hagelberg starb 1988, nachdem sie unter anderem in England, Brasilien und Belgien gelebt hatte, auch sie wurde in Dahlem bestattet.

## Schriften (Auswahl)
- Beitrag zur Verwendung des Differentialgalvanometers. Dissertation. Gießen 1892.
- Die Durchleuchtung des menschlichen Körpers mittels Röntgenstrahlen zu medizinisch-diagnostischen Zwecken. Vortrag. 1896.
- als Hrsg.: Josephine Levy-Rathenau zum Gedächtnis. [Berlin : s.n., 1921].
- 1897 - 1922 : Fabrik elektrischer Maschinen und Apparate. [S. l., s. n.], 1922.